# M.c.A・T
Akio Togashi (富樫 明生, Togashi Akio, né en 1961 à Hokkaidō au Japon), connu sous le nom de scène m.c.A·T ou m.c.A.T (pour "Microphone Controller Akio Togashi", prononcé en épelant à l'anglaise), mais aussi m.c.+A・T ou A・T, est un musicien, rappeur, et producteur de musique japonais, spécialisé dans les genres J-pop et hip-hop. Après avoir sorti un single et un album en 1989 sous son vrai nom, il reprend ses sorties de disques en 1993 en tant que m.c.A·T sur le label Avex Trax, sortant en solo une vingtaine de singles et une douzaine d'albums dans les années 1990 et 2000. Il a aussi collaboré avec d'autres artistes, dont Da Pump, Yuki Uchida (Ever & Ever), Manabu Oshio, et a écrit ou composé pour de nombreux autres, dont Ayumi Hamasaki, Namie Amuro, AAA...

## Discographie

### Singles
1. Let's ABC (1989/7/1) (en tant que Akio Togashi)
2. Bomb A Head! (1993/11/21)
3. Coffee Scotch Mermaid (1994/5/25)
4. Funky Gutsman! (1994/6/22)
5. 風に叫ぶ 〜Energy Guyのテーマ〜 (1994/10/21)
6. Oh! My Precious! (1995/1/21)
7. SUPER HAPPY (1995/4/26)
8. A (1995/8/2) (en tant que m.c.A・T 'n K・T)
9. K (1995/8/2) (en tant que m.c.A・T 'n K・T)
10. ごきげんだぜっ! (1995/9/27)
11. Breakdown －Let's Go Rookie Boy－ (1995/10/25)
12. SHINING MY LIFE (1995/12/16)
13. m.c.A・Tの俺様を信じろっ! (1996/4/24)
14. Ever & Ever (1996/7/17) (par Uchida Yuki & m.c.A・T)
15. Feelin' Good －恋はパラダイス－ (1996/9/11)
16. Thunder Party (1996/10/30)
17. Very Special Journey (1997/2/26)
18. Anger (1997/10/1)
19. Bomb A Head! Returns! (2003/11/12) (feat. DA PUMP)
20. Bomb A Head! V (2004/8/18)
21. Uh〜lalala (2007/1/24) (en tant que m.c.+A・T)
22. Beastie Life (2007/5/16) (par m.c.+A・T feat. Oshio Manabu)
23. Bomb A Head! Samurai&Dragons! (2013/6/25) (feat. Leah Dizon, version spéciale de Bomb a Head pour le jeu Samurai & Dragons)

### Albums
1. HARLEM WONDER PARADE (1989/9/25) (en tant que Akio Togashi)
2. m.c.A・T（1994/7/21)
3. The Remix (1994/11/10) (Remixes)
4. ah-yea-h (1995/2/22)
5. Fight 4 da Future (1995/11/22)
6. HARLEM WONDER PARADE (1995/12/1) (en tant que Akio Togashi) (ré-édition)
7. Da Remix II (1996/3/13) (Remixes)
8. Crossover (1996/11/6)
9. One And Only (1997/8/21) (Best of)
10. Returns! (2004/2/4)6th
11. m.c.+A・T (2007/2/21) (en tant que m.c.+A・T)
12. m.c.A・T Best Singles+ (2007/2/21) (Best of)
13. Music Conductor A・T (2007/8/22)
14. Bomb a Head! Seitan 20 Shunen Kinen Ban (2013/27/02) (Best of de plusieurs remix de Bomb a Head!)
15. Bomb a Head! Seitan 20 Shunen Kinen Ban - Arigato Hen - Arigato Hen (2013/11/20) (Best of regroupant plusieurs remix de Bomb a Head, à l'occasion des vingt ans de la chanson)

### Vidéos
1. A・T da Pack (1995/4/21)
2. m.c.A・T TOUR'95 Fight 4 da Future (1996/3/13)
3. A・T da PACK 2 (1996/11/6)